# Ari Suzuki
Ari Suzuki (ur. 24 lutego 1978) – japońska zapaśniczka w stylu wolnym. Siódma w mistrzostwach świata w 1998. Dwukrotna mistrzyni Azji w 1997 i 1999 roku. Brązowa medalistka mistrzostw świata juniorów w 1998 roku.